# فرودگاه واجنوری
فرودگاه واجنوری (به انگلیسی: Vajnory Airport)  یک فرودگاه  مسافربری  است . این فرودگاه در  کشور اسلواکی قرار دارد .